# Equilibrio cuasi perfecto
El Equilibrio cuasi perfecto es un refinamiento del equilibrio de Nash para juegos en forma extensiva que fue propuesto por Eric Van Damme. Informalmente, un jugador que juega con una estrategia de equilibrio cuasi perfecto observa y toma en cuenta los posibles errores futuros  de sus oponentes, pero se supone que él mismo no comete un error en el futuro, aunque señala que lo ha hecho en el pasado. El equilibrio cuasi perfecto es un refinamiento del equilibrio secuencial.

## Juego de votación Mertens
Jean-François Mertens ha dicho que el equilibrio cuasi perfecto es superior al equilibrio perfecto de mano temblorosa propuesto por Reinhard Selten ya que el equilibrio cuasi perfecto describe el comportamiento admisible de manera más real. En cambio, para un determinado juego de dos jugadores de votación el equilibrio perfecto de mano temblorosa no es capaz de describir un comportamiento admisible para ambos jugadores.

### Ejemplo
El juego de votación sugerido por Mertens puede ser descrito como sigue: Dos jugadores deben elegir a uno de ellos para llevar a cabo una tarea fácil. La tarea puede ser realizada ya sea correcta o incorrectamente. Si se realiza correctamente, ambos jugadores reciben un pago de 1, de lo contrario ambos jugadores reciben un pago de 0. Las elecciones son por voto secreto. Si ambos jugadores votan por el mismo jugador, ese jugador tiene que realizar la tarea. Si cada jugador vota por sí mismo, el jugador a realizar la tarea se elige al azar, pero no se dice que él fue elegido en esta forma. Finalmente, si cada jugador vota por el otro, la tarea es realizada por otra persona, sin posibilidad de que se realice de forma incorrecta.
En el único equilibrio cuasi perfecto para el juego, cada jugador vota por sí mismo. Este es también el único comportamiento admisible. Pero, en cualquier equilibrio perfecto de mano temblorosa, por lo menos uno de los jugadores cree que es al menos tan probable para él realizar la tarea incorrectamente como para el otro jugador y por lo tanto vota por el otro jugador.